# Vrhovlje pri Kojskem
Vrhovlje pri Kojskem – wieś w Słowenii, w gminie Brda. W 2018 roku liczyła 110 mieszkańców.